# StanFlex
StanFlex, também conhecido por STANFLEX ou Standard Flex, é um sistema modular de carga útil de missões desenvolvido pela Marinha Dinamarquesa.
Desenvolvido inicialmente durante a década de 1980 como uma forma de substituir várias classes de navios militares de pequeno porte por uma classe de navio multifunções, a classe Flyvefisken, o sistema StanFlex consiste em armas e sistemas desenhados como módulos e concebidos em contentores padrão que podem ser instalados em interfaces no navio.
O sistema foi concebido de maneira a permitir que cada módulo possa ser substituido num curto espaço de tempo, possibilitando que o mesmo navio possa desempenhar papéis diferentes de acordo com as necessidades.
O sucesso do sistema levou a Marinha Real Dinamarquesa a conceber subsequentemente todos os navios com o sistema StanFlex, e instalar interfaces dos módulos nos navios antigos sujeitos a reformas profundas.